# ناثانيل باركر
ناثانيل باركر (بالإنجليزية: Nathaniel Parker)‏ (و. 1962 – م) هو ممثل أفلام، وممثل مسرحي، من المملكة المتحدة، ولد في لندن.

## التعليم
تعلم في أكاديمية لندن للموسيقى والفنون المسرحية.

## جوائز وترشيحات
حصل على جوائز منها:
- جائزة لورنس أوليفيه.

ترشح لـ:
- جائزة توني لأفضل ممثل في مسرحية  [لغات أخرى]‏ (2015).

## وصلات خارجية
- ناثانيل باركر على موقع IMDb (الإنجليزية)
- ناثانيل باركر على موقع ألو سيني (الفرنسية)
- ناثانيل باركر على موقع ميوزك برينز (الإنجليزية)
- ناثانيل باركر على موقع أول موفي (الإنجليزية)
- ناثانيل باركر على موقع قاعدة بيانات برودواي على الإنترنت (الإنجليزية)
- ناثانيل باركر على موقع قاعدة بيانات الأفلام السويدية (السويدية)
- ناثانيل باركر على موقع إن إن دي بي (الإنجليزية)
- ناثانيل باركر على موقع قاعدة بيانات الفيلم (الإنجليزية)
- ناثانيل باركر على موقع كينوبويسك (الروسية)